# Notothenia neglecta
Notothenia neglecta (Nybelin, 1951), conosciuta anche come nototenia dal ventre giallo è una specie di pesce attinopterigo della famiglia dei Nototenidi, nativa dell'Oceano Australe.

## Tassonomia
Notothenia neglecta fu descritto formalmente per la prima volta nel 1951 dall'ittiologo svedese Orvar Nybelin, con il tipo nomenclaturale raccolto al largo dell'Isola Deception nelle Shetland Meridionali. Alcune fonti trattano questa specie come sinonimo di N. coriiceps, tant'è che il nome specifico neglecta vuol dire "trascurato", per alludere al mancato riconoscimento di questa specie come autonoma.

## Descrizione
N. neglecta ha dai 3 ai 7 raggi spinosi sulla pinna dorsale anteriore, dai 37 ai 40 raggi molli sulla posteriore e 3 o 7 sulla pinna anale e sugli esemplari più giovani è possibile notare una machhia nera posta alla base delle pinne pettorali. Gli individui di questa specie misurano comunemente tra i 20 e i 40 centimetri e pesano dai 200 grammi a 1,6 chilogrammi.

## Distribuzione, habitat e biologia
La nototenia dal ventre giallo vive solitamente ad una profondità di 50 metri, ma è riscontrabile anche in superficie e fino ai 450 metri: infatti, i giovani esemplari sono comuni da 1 a 10 metri di profondità. In Antartide, sono stati trovati lungo la piattaforma continentale, al largo della Georgia del Sud e dell'isola Pietro I ed è la specie di pesce predominante nelle acque circostanti l'isola di re Giorgio e le Isole Shetland Meridionali. N. neglecta mostra una dieta molto variegata: specie onnivora, si ciba principalmente di krill, ma in estate preda voracemente le salpe, cacciando anche varietà di isopodi, anfipodi, alghe e bivalvi. Alcune caratteristiche riscontrabili per l'adattamento agli habitat inospitali in cui vive sono la flora intestinale composta da batteri vibrioni riflette l'abilità di N. neglecta di tollerare le alte salinità e l'ingestione di krill, che contiene alte quantità di chitina; questi batteri regolano gli ioni di sodio per aiutare l'osmoregolazione. Per combattere le temperature bassissime de suo habitat naturale, N. neglecta sintetizza nel proprio sangue otto proteine antigelo, oltre ad adottare un comportamento unico nel suo genere, come cibarsi di notte, per evitare predatori più grandi. La nototenia dal ventre giallo ha inoltre mostrato di utilizzare una sorta di "gerarchia sociale" quando è in banco: alcuni scienziati hanno osservato come questi pesci diventino meno reattivi e interessati alla preda osservata se in presenza di certi altri membri della propria specie: ciò può suggerire la presenza di individui dominanti. Solo quando l'altro pesce lascia quell'ambiente, l'individuo non dominante torna a cacciare. La fregola avviene solamente una volta all'anno e le femmine solitamente raggiungono la maturità sessuale tra i 6 e gli 8 anni d'età. Anche se pescato a scopo commerciale, N. neglecta non è molto presente sul mercato.